# تمثال الحرية (كابيتول الولايات المتحدة)

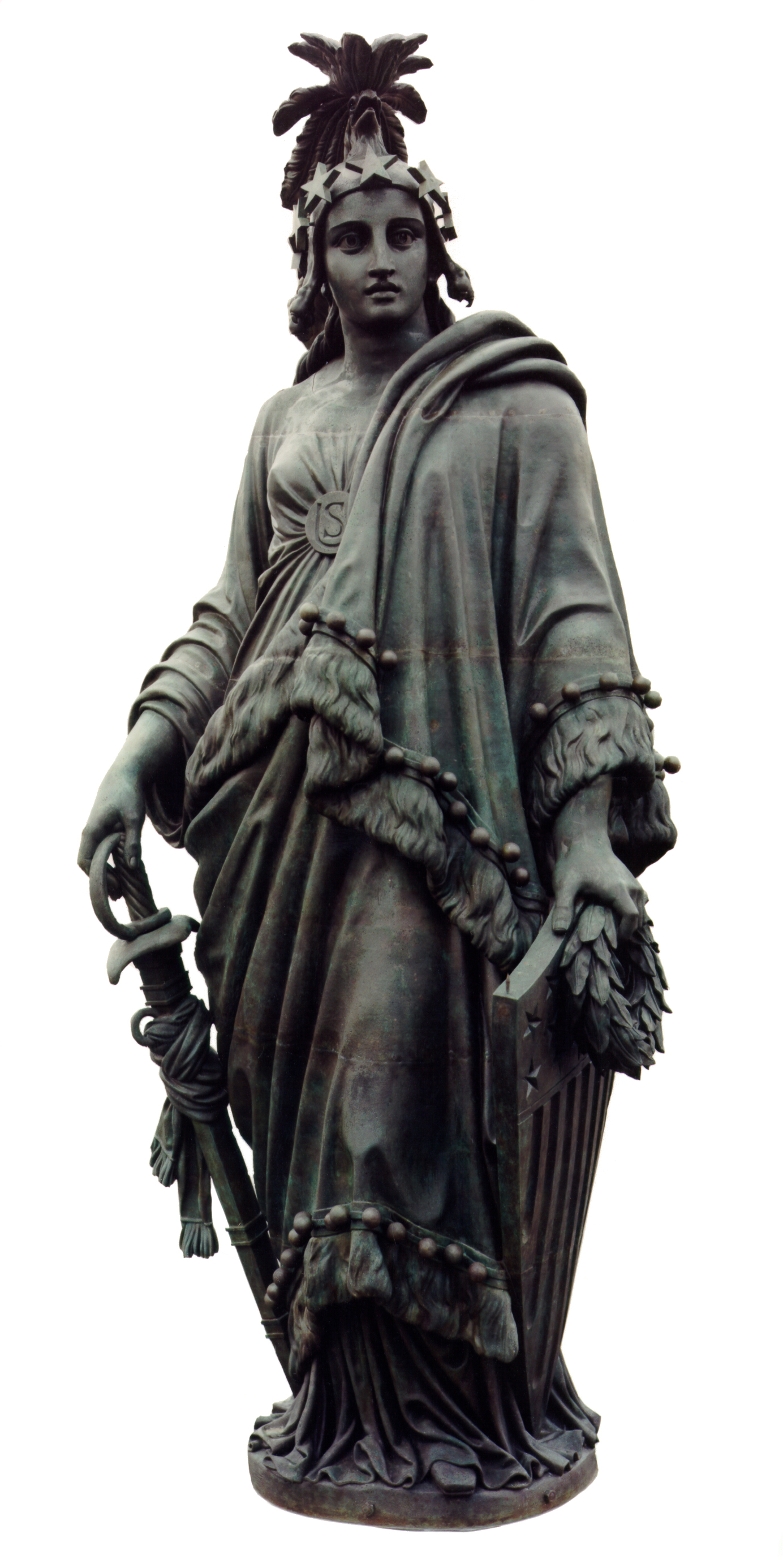
تمثال الحرية (1857 - 1862)

تمثال الحرية (بالإنجليزية: Statue of Freedom)‏ هو تمثال برونزي صمم من قبل توماس كراوفورد ووضع على قمة قبة كابيتول الولايات المتحدة في عام 1863 في واشنطن العاصمة. يصور التمثال امرأة ترتدي الخوذة العسكرية، وتحمل سيفا مع غمد، وإكليل الغار ودرع بيدها الأخرى.

## معرض صور

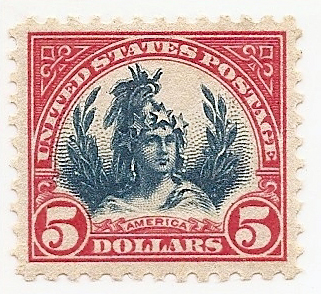
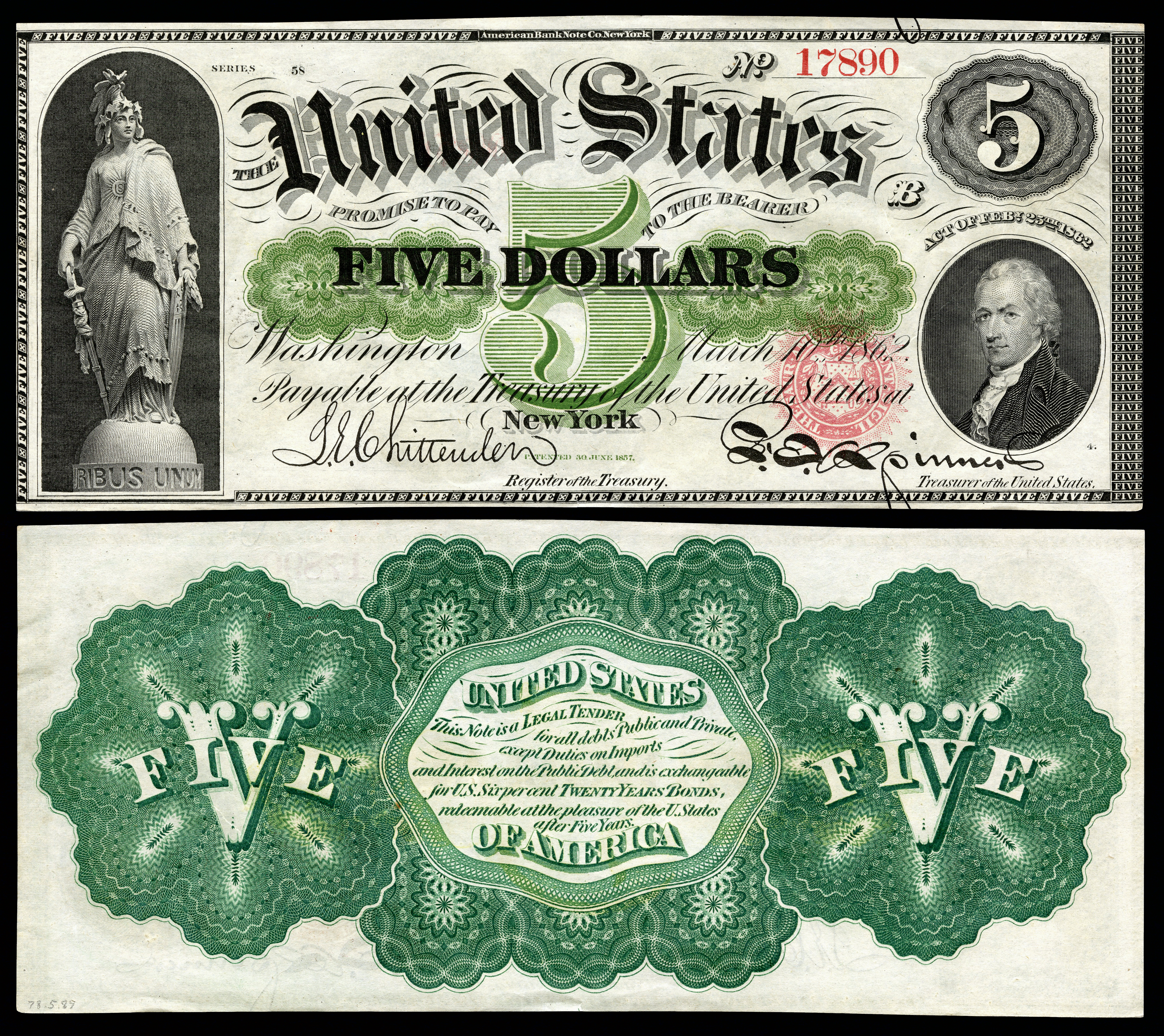
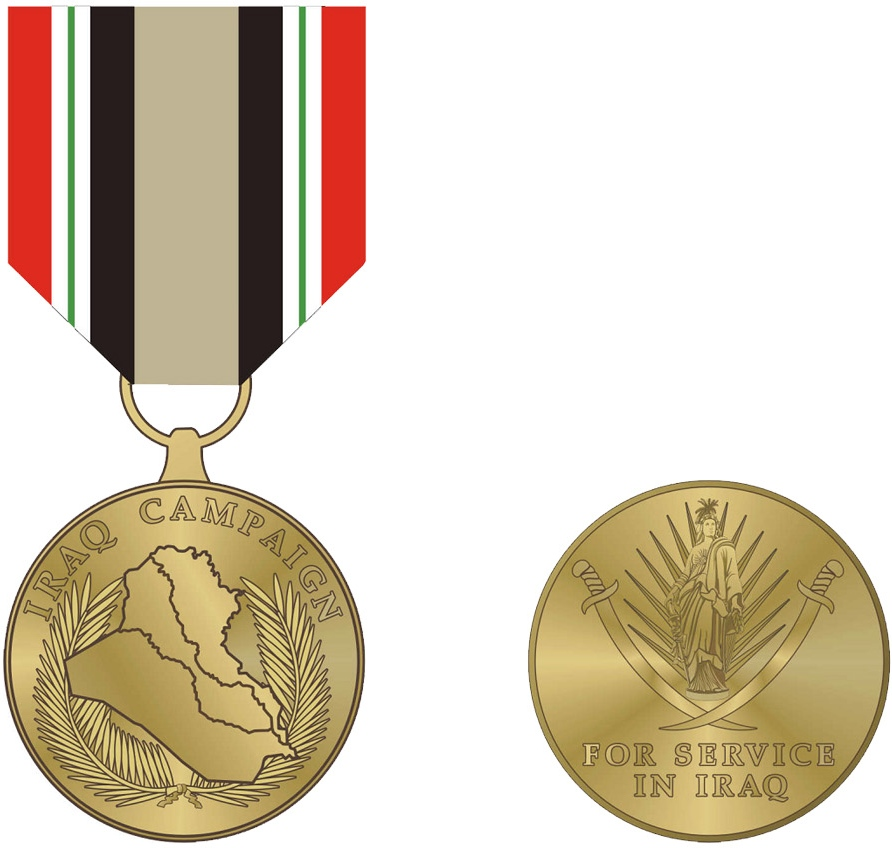